# 苑庄镇
苑庄镇，是中华人民共和国山東省济宁市汶上县下辖的一个乡镇级行政单位。

## 行政区划
苑庄镇下辖以下地区：
苑庄村、东官庄村、大秦村、白塔西村、白塔中村、白塔东村、南陈村、大王庄村、北李村、界牌村、前苑楼村、后苑楼村、毕村、丁庄村、东演马村、尹村、田村、朱村、马家庄村、北郑楼村、作里村、演马村和牧地村。